# إيكس إن يرجني
إيكس إن يرجني (بالفرنسية: Aix-en-Ergny)‏ هي بلدية تقع في إقليم باد كاليه من منطقة نور با دو كاليه في شمال فرنسا. تبلغ مساحة هذه المدينة 4.83 (كم²)، وترتفع عن سطح البحر 107 م، يبلغ عدد سكانها 174 نسمة حسب إحصاء المعهد الوطني للإحصاء والدراسات الاقتصادية سنة 2009 م. وترأس Edouard Lemaire البلدية خلال فترة (2008-2014).